# 罗什福尔区
罗什福尔区（法語：Arrondissement de Rochefort）是法国新阿基坦大区滨海夏朗德省所辖的一个区。总面积1534.6平方公里，总人口190780，人口密度124人/平方公里（2018年）。主要城镇为罗什福尔。
在滨海夏朗德省的三个区里，罗什福尔区是在人口和人口密度上第二高的。

## 辖区
罗什福尔区辖有78个市镇。

## 政府
现任区长于2009年5月上任。

## 地理
罗什福尔区是滨海夏朗德省的第三个区，占滨海夏朗德省22.3%的面积。在普瓦图-夏朗德大区的14个区中它属于面积比较小的一个。

### 地理位置
罗什福尔区与它的邻区拉罗谢尔区均为滨海区。向西它包括位于大西洋内的奥莱龙岛。这也是它的最西点。向东南是宽广的滨海沙滩，在它的附近有著名的度假胜地鲁瓦扬。
向东和东南它与桑特区接壤，向东和东北它与圣让当热利区接壤。
如同其它滨海夏朗德省的区罗什福尔区与德塞夫勒省接壤。
大西洋上的两个岛属于这个区。

### 水文
两条河流流经罗什福尔区。
夏朗德河在区的中部注入大西洋。在它的入海口有两座小岛。它迂回曲折。罗什福尔位于它的右岸。
区的西南部是河蜿蜒的入海口。这里的沼泽地是法国培养牡蛎的地区之一。在河的两侧有两座城市。
罗什福尔区还有一些小河。源于罗什福尔区的北部，流向东北。源于叙热尔，流向南部，它与会流出海。
河流入罗什福尔区，在这里被疏导为运河，最后在托奈夏朗德右侧入海。
总的来说罗什福尔区是一个重要的滨海地区，拥有良好的修养沙滩。

## 人口
罗什福尔区是滨海夏朗德省人口第二高的区，2007年占全省人口的29.5%。在普瓦图-夏朗德大区其人口排第五位。

### 迅速城市化
与其周边的区一样罗什福尔区的城市化速度非常高。2007年其城市化程度比法国的平均高58.1%。
2007年区内的城市人口为127,898人，占总人口的71.6%，这与巴黎大区73%的城市人口比例相近。
区内有两个居民点有30万人以上居民、一个有十万人居民以上、三个有五千人居民以上。
2007年滨海夏朗德省60个有两千人以上的居民点中有23个在罗什福尔区，18个五千居民以上的居民点中有七个在罗什福尔区。